# Karl von Cobenzl
Charles Jean-Philippe (Carlo) Cobenzl (Vienna, 21 luglio 1712 – Bruxelles, 27 gennaio 1770) è stato un diplomatico e politico austriaco.
Fu uno dei sostenitori dell'illuminismo nei Paesi Bassi ed uno dei pacificatori nel rapporto tra i Paesi Bassi austriaci e l'Impero.

## Biografia

### I primi anni e la formazione
Carlo Cobenzl era il figlio maggiore sopravvissuto del conte Giovanni Gasparo Cobenzl (1664-1742), allora capitano della Contea di Gorizia e poi supremo maresciallo e cameriere maggiore della corte imperiale, e della sua seconda moglie Carolina Sofia von Rindsmaul (1682-1756), entrambi esponenti dell'alta aristocrazia austriaca.
Compì i propri studi alle università di Leida e di Würzburg e nel 1730 divenne ciambellano dell'imperatore Carlo VI d'Asburgo. Nel 1735 Cobenzl divenne consigliere imperiale e nel 1738 venne incaricato ufficialmente di risolvere le controversie tra la corte di Vienna e la Lorena.

### Ministro Plenipotenziario a Bruxelles
Il 19 maggio 1753 Cobenzl venne nominato dall'imperatrice Maria Teresa d'Austria quale ministro plenipotenziario nei Paesi Bassi austriaci, succedendo ad Antoniotto Botta Adorno che era stato nominato Presidente del Consiglio di Reggenza nel Granducato di Toscana. Come ministro plenipotenziario, Cobenzl mantenne il governo del territorio sotto il governatore Carlo Alessandro di Lorena, cognato dell'imperatrice.
Cobenzl si rivelò affine alla politica di Wenzel Anton von Kaunitz-Rietberg, cancelliere di corte e di Stato austriaco, che lo protesse anche dai conflitti con Carlo Alessandro di Lorena. Cobenzl riuscì a lasciare il segno sia nella vita politica che in quella economica e spirituale dei Paesi Bassi meridionali durante il proprio mandato. Seguendo la politica di Kaunitz, da un lato si fece sostenitore del dispotismo illuminato, dall'altro cercò di limitare le autorità regionali e locali riuscendoci solo in parte.
Ebbe più fortuna in campo economico: insieme con Patrice François de Neny, fervente sostenitore dei Lumi, inaugurò una politica finanziaria precisa grazie ad una prima mappatura (nel 1760) delle entrate e delle uscite del governatorato. Questo fatto si rese necessario visto le spese sostenute durante la Guerra dei Sette anni (1756-1763) che incominciò a mettere in crisi i Paesi Bassi austriaci. Egli riuscì ad aumentare le entrate statali aumentando le tasse, ma soprattutto grazie all'organizzazione di lotterie a premi (il primo sorteggio ebbe luogo il 31 marzo 1761 a Bruxelles). Si fece inoltre interprete in maniera ancora più insistente del Botta Adorno, del mercantilismo che già quasi un secolo prima Jean-Baptiste Colbert in Francia aveva adottato con successo. Promosse il settore manifatturiero con brevetti esclusivi a tutela delle industrie esistenti in loco, tra cui quelle richiestissime per la produzione di porcellane e di pizzo, ma anche attraverso la creazione di nuove industrie, come fabbriche di vetro, stampa su cotone e industrie chimiche. Concesse ulteriori benefici fiscali per lo sviluppo delle aree agricole per incoraggiare lo sviluppo produttivo dell'Olanda e implementò notevolmente il porto di Ostenda.
Anche sul piano culturale, Cobenzl fu particolarmente attivo. Nel 1755 restaurò ed ampliò la Biblioteca dei Duchi di Borgogna (poi Reale Biblioteca) e nel 1769 fondò la Societé Littéraire a cui pose a capo Johann Daniel Schöpflin, docente di storia presso l'Università di Strasburgo. Pochi anni dopo, nel 1772, quest'associazione darà vita all'Académie royale de Belgique. Cobenzl promosso largamente la vita artistica a Bruxelles, sostenendo pittori, scultori ed incisori locali, pur mantenendo costanti debiti personali.
Rimase ministro plenipotenziario sino alla propria morte nel 1770. Per ricompensarlo dei servigi svolti per l'impero, nel 1759 l'imperatrice Maria Teresa lo nominò Cavaliere dell'Ordine del Toson d'oro e poi gli concesse anche la gran croce dell'Ordine Reale di Santo Stefano d'Ungheria nel 1764. Maria Teresa ad ogni modo dovette intervenire personalmente per ben due volte per pagare i debiti di Coblenz e quando egli morì la moglie fu obbligata a vendere tutti i suoi beni per ripagare i creditori, tra cui una vasta collezione personale di opere di Peter Paul Rubens e Jacob Jordaens che venne acquistata dagli zar di Russia e che oggi si trova all'Ermitage di San Pietroburgo.
A Cobenzl succedette come ministro plenipotenziario il principe Georg Adam von Starhemberg.

## Matrimonio e figli
Cobenzl sposò la contessa Maria Theresia Palffy von Erdöd (1719-1771). La coppia ebbe dieci figli tra cui il più noto è Louis (1753-1809), che firmò per l'Austria il Trattato di Campoformio.